# Wintzenbach
Wintzenbach – miejscowość i gmina we Francji, w regionie Grand Est, w departamencie Dolny Ren.
Według danych na rok 1990 gminę zamieszkiwały 513 osoby, a gęstość zaludnienia wynosiła 74 osób/km² (wśród 903 gmin Alzacji Wintzenbach plasuje się na 457. miejscu pod względem liczby ludności, natomiast pod względem powierzchni na miejscu 380.).